# Bischofsried
Bischofsried ist ein Ortsteil des Marktes Dießen am Ammersee im oberbayerischen Landkreis Landsberg am Lech.

## Geografie
Der Weiler Bischofsried liegt circa zwei Kilometer westlich von Dießen am Ammersee am Osthang des Jungfernberges (694 m).
Unweit des Weilers befinden sich sieben Quellen, aus denen heute noch der Großteil des Wassers für den Markt Dießen stammt.

## Geschichte
Bischofsried wurde erstmals 1078 als Piscofesried erwähnt.
Der Weiler gehörte bis zur Säkularisation 1803 zum Kloster Dießen, im Jahr 1752 werden drei Anwesen erwähnt.

## Sehenswürdigkeiten
Unweit des Weilers befindet sich die 1674 geweihte Kapelle Maria Schnee. Die Innenausstattung der Kapelle wurde 1973 gestohlen bzw. zerstört. Danach wurde sie in einfacher Form von der Wengener Burschenschaft wiederhergestellt und 1978 geweiht.

## Bodendenkmäler
Siehe: Liste der Bodendenkmäler in der Gemarkung St. Georgen